# Ellery Queen (personnage)
Ellery Queen est un personnage de fiction créé par  Ellery Queen, pseudonyme des cousins Manford (Emanuel) Lepofsky, alias Manfred Bennington Lee (1905-1971), et Daniel Nathan, alias Frederic Dannay (1905-1982), dans un texte soumis à un concours du McClure's Magazine en 1928 qui donne lieu à la publication du roman policier Le Mystère du chapeau de soie (The Roman Hat Mystery) en 1929.

## Le personnage
C'est un dandy excentrique, distrait et tête en l'air, mais capable d'éclairs de génie au moment où l'on s'y attend le moins. Très grand, il fait près de deux mètres, il a les cheveux bruns et porte parfois des lunettes. Il vit avec son père l'inspecteur Richard Queen dans un petit appartement de Manhattan à New York où il passe son temps entre l'écriture de romans policiers et la participation aux enquêtes de son père. Il est une sorte de mise en abîme du duo d'auteurs Ellery Queen lui-même.

## Série des romans ayant pour héros Ellery Queen
- The Roman Hat Mystery (1929) Publié en français sous le titre Le Mystère du chapeau de soie, Paris, Nouvelle Revue Critique, coll. L'Empreinte, 1936 no 106 ; réédition, Paris, Garnier, Les Classiques de l'énigme, 1981 Publié en français dans une autre traduction sous le titre Le Mystère romain, Paris, Albin Michel, coll. Le Limier no 14, 1948 Publié en français dans une autre traduction sous le titre Le Mystère du théâtre romain dans Chronique de New York et d'ailleurs, Paris, Stock, 1970 ; réédition, Paris, J'ai lu no 2103, 1986
- The French Powder Mystery (1930) Publié en français sous le titre Le Mystère de l'éléphant, Paris, Nouvelle Revue Critique, coll. L'Empreinte no 108, 1937 Publié en français dans une autre traduction sous le titre Le Mystère French, Paris, Albin Michel, coll. Le Limier no 24, 1950 ; réédition de cette traduction sous le titre Le Mystère de l'éléphant, Paris, J'ai lu no 2534, 1989
- The Dutch Shoe Mystery (1931) Publié en français sous le titre Le Mystère du soulier blanc, Paris, Nouvelle Revue Critique, coll. L'Empreinte no 114, 1937 Publié en français dans une nouvelle traduction intégrale sous le titre Le Mystère du soulier blanc, Paris, Opta, coll. Club du livre policier, 1958 ; réédition, Paris, Garnier, coll. Les Classiques du roman policier, 1979 ; réédition, Paris, J'ai lu no 3349, 1992 ; réédition dans Sept énigmes, Paris, Omnibus, 1993
- The Greek Coffin Mystery (1932) Publié en français sous le titre Deux Morts dans un cercueil, Paris, Gallimard, coll. Détective no 25, 1934 ; réédition, Paris, Denoël, coll. Oscar no 24, 1954 ; réédition, Paris, J'ai lu no 2449, 1988 ; réédition de la même traduction révisée dans Quinze enquêtes, Paris, Omnibus, 1993
- The Egyptian Cross Mystery (1932) Publié en français sous le titre Le Mystère des trois croix, Paris, Nouvelle Revue Critique, L'Empreinte no 40, 1934 ; réédition de la même traduction révisée dans Quinze enquêtes, Paris, Omnibus, 1993 Publié en français dans une autre traduction sous le titre Le Mystère égyptien, Paris, Albin Michel, coll. Le Limier no 17, 1949 ; réédition, Paris, J'ai lu no 1514, 1983 ; réédition, Paris, Librairie des Champs-Élysées, coll. Le Masque no 2458, 2001
- The American Gun Mystery (1933) Publié en français sous le titre La Mort à cheval, Paris, Nouvelle Revue Critique, L'Empreinte no 44, 1934 ; réédition, Paris, Garnier, coll. Les Classiques du roman policier, 1980 ; réédition, Paris, J'ai lu no 3130, 1991
- The Siamese Twin Mystery (1933) Publié en français sous le titre Le Mystère des frères siamois, Paris, Nouvelle Revue Critique, coll. L'Empreinte no 61, 1935 Publié en français dans une traduction tronquée sous le titre L'assassin est dans la maison, Paris, Rouff, coll. La Clé no 49, 1947 Publié en français dans une nouvelle traduction intégrale sous le titre Le Mystère des frères siamois, Paris, Le Livre de poche policier no 1040, 1963 ; réédition, Paris, Beauval/Saint-Clair, coll. Les Grands Maîtres du roman policier, 1975 ; réédition, Paris, J'ai lu no 2905, 1990
- The Chinese Orange Mystery (1934) Publié en français sous le titre Le Mystérieux Mr. X, Paris, Nouvelle Revue Critique, L'Empreinte no 65, 1935 ; réédition, Paris, J'ai lu no 1918, 1985 Publié en français dans une autre traduction sous le titre Le Mystérieux Mr. X, Paris, Albin Michel, coll. Le Limier n°38, 1951 ; réédition de la même traduction révisée dans Sept énigmes, Paris, Omnibus, 1989 Publié en français dans une autre traduction sous le titre L'Orange de Chine, Paris, J'ai lu police no 39, 1965
- The Spanish Cape Mystery (1935) Publié en français sous le titre Le Mystère de la cape espagnole, Paris, Nouvelle Revue Critique, coll. L'Empreinte no 83, 1935 Publié en français dans une autre traduction sous le titre Le Mystère espagnol, Paris, Albin Michel, coll. Le Limier no 21, 1949 ; réédition, Le Mystère espagnol, Paris, J'ai lu no 3494, 1993 Publié en français dans une autre traduction sous le titre Le Cap d'Espagne, Paris, J'ai lu police no 74, 1965
- The Adventures of Ellery Queen (1935), recueil de nouvelles Publié en français sous le titre Les Aventures d'Ellery Queen, Paris, Nouvelle Revue Critique, L'Empreinte no 124, 1937 ; réédition, Paris, Néo, coll. Le Miroir obscur no 66, 1983 ; réédition de la même traduction révisée dans Quinze enquêtes, Paris, Omnibus, 1993
- Halfway House (1936) Publié en français sous le titre Le Mystère de l'allumette, Paris, Nouvelle Revue Critique, coll. L'Empreinte no 121, 1937 ; réédition de cette traduction révisée dans Sept énigmes, Paris, Omnibus, 1989 Publié en français dans une nouvelle traduction sous le titre La Maison à mi-route, Paris, Albin Michel, coll. Le Limier no 33, 1951 ; réédition, Paris, J'ai lu no 1586, 1984 Publié en français dans une nouvelle traduction sous le titre Une maison dans la nuit, Paris, Librairie des Champs-Élysées, coll. Le Masque no 2448, 2001
- The Door Between (1937) Publié en français sous le titre Le Mystère du grenier, Paris, Nouvelle Revue Critique, coll. L'Empreinte no 132, 1938 ; réédition de la même traduction sous le titre Le Mystère japonais, Paris, Albin Michel, Le Limier no 27, 1950 ; réédition sous le titre Le Mystère du grenier, Paris, J'ai lu no 1736, 1984 ; réédition sous le même titre, Paris, Librairie des Champs-Élysées, coll. Le Masque no 2468, 2002
- The Devil to Pay (1938) Publié en français sous le titre Le Mystère de la rapière, Paris, Nouvelle Revue Critique, coll. L'Empreinte no 148, 1938 ; réédition, Paris, J'ai lu no 3184, 1992
- The Four of Hearts (1938) Publié en français sous le titre Le Quatre de cœur, Paris, Nouvelle Revue Critique, coll. L'Empreinte no 173, 1939 Publié en français dans une nouvelle traduction sous le titre Le Quatre de cœur, Paris, Opta, coll. Club du livre policier, 1967 ; réédition, Paris, J'ai lu no 1876, 1985 ; réédition de la même traduction révisée dans Quinze enquêtes, Paris, Omnibus, 1993
- The Dragon's Teeth ou The Virgin Heiresses (1939) Publié en français sous le titre Les Dents du dragon, Paris, Albin Michel, coll. Le Limier no 1, 1946 ; réédition, Paris, J'ai lu no 2148, 1987
- The New Adventures of Ellery Queen (1940), recueil de nouvelles Publié en français sous le titre Le Dragon creux, Paris, Nicholson & Watson, coll. La Tour de Londres no 5, 1947 ; réédition en deux volumes sous les titres Le Dragon creux - Les Nouvelles Aventures d'Ellery Queen, vol. 1, Paris, NéO, coll. Le Miroir obscur no 78, 1984 - et Le Cheval de Troie - Les Nouvelles Aventures d'Ellery Queen, vol. 2, Paris, NéO, coll. Le Miroir obscur no 80, 1984 ; réédition partielle en trois volumes sous les titres Le Char de Phaéton, Paris, EJL, Librio no 16, 1992 - La Course au trésor, Paris, EJL, Librio no 80, 1995 - La Mort de Don Juan suivi de L'Affaire Carroll, Paris, EJL, Librio no 228, 1998
- Calamity Town (1942) Publié en français sous le titre La Ville maudite, Paris, Albin Michel, coll. Le Limier no 6, 1947 ; réédition dans La Chronique de Wrightsville, Stock, 1969 ; réédition, Paris, J'ai lu no 1445, 1983
- There Was an Old Woman (1943) Publié en français sous le titre Il était une vieille femme, Paris, Albin Michel, coll. Le Limier no 12, 1947 ; réédition dans La Chronique de Wrightsville, vol. 1, Stock, 1969 ; réédition, Paris, J'ai lu no 1489, 1983
- The Murderer is a Fox (1945) Publié en français sous le titre Le Renard et la Digitale, Paris, Albin Michel, coll. Le Limier no 19, 1947 ; réédition dans La Chronique de Wrightsville, vol. 1, Stock, 1969 ; réédition, Paris, J'ai lu no 1613, 1984
- Ten Days' Wonder (1948) Publié en français sous le titre La Décade prodigieuse, Paris, Albin Michel, coll. Le Limier no 31, 1950 ; réédition dans La Chronique de Wrightsville, vol. 1, Stock, 1969 ; réédition, Paris, Stock, 1971 ; réédition, Genève, Édito-Service, coll. Les Chefs-d'œuvre du roman policier, 1972 ; réédition, Paris, Le Livre de poche policier no 3492, 1973 ; réédition, Paris, J'ai lu no 1646, 1984 ; réédition, Genève, Édito-Service, 1984
- Cat of Many Tails (1949) Publié en français sous le titre Griffes de velours, Paris, Presses de la Cité, coll. Un mystère no 15, 1950 ; réédition, Paris, J'ai lu no 1675, 1984 ; réédition de la même traduction révisée dans Quinze enquêtes, Paris, Omnibus, 1993
- Double, Double (1950) Publié en français sous le titre Coup double, Paris, Presses de la Cité, coll. Un mystère no 51, 1951 ; réédition dans La Chronique de Wrightsville, vol. 2, Stock, 1969 ; réédition, Paris, J'ai lu no 1704, 1984
- The Origin of Evil (1951) Publié en français sous le titre L'Arche de Noé, Paris, Presses de la Cité, coll. Un mystère no 91, 1952 ; réédition, Paris, J'ai lu no 1978, 1986 ; réédition de la même traduction révisée dans Sept énigmes, Paris, Omnibus, 1989
- The King is Dead (1952) Publié en français sous le titre Le roi est mort, Paris, Presses de la Cité, coll. Un mystère no 132, 1953 ; réédition dans La Chronique de Wrightsville, vol. 2, Stock, 1969 ; réédition, Paris, J'ai lu no 1766, 1985
- The Scarlet Letters (1953) Publié en français sous le titre Lettres sans réponse, Paris, Presses de la Cité, coll. Un mystère no 161, 1957 ; réédition, Paris, J'ai lu no 2322, 1988 ; réédition de la même traduction révisée dans Sept Énigmes, Paris, Omnibus, 1989
- Inspector Queen's Own Case (1956) Publié en français sous le titre Le Cas de l'inspecteur Queen, Paris, Presses de la Cité, coll. Un mystère no 336, 1957 ; réédition Paris, Presses-Pocket no 1108, 1974 ; réédition, Paris, J'ai lu no 3023, 1991 ; réédition de la même traduction révisée dans Sept énigmes, Paris, Omnibus, 1989
- The Finishing Stroke (1958) Publié en français sous le titre Le Mot de la fin, Paris, Éditions de Trévise, coll. Le Cachet no 1, 1960 ; réédition, Paris, J'ai lu no 1797, 1985 Publié en français dans une autre traduction sous le titre L'A.B.C. du crime dans Chronique de New York et d'ailleurs, Paris, Stock, 1970
- Face to Face (1967) Publié en français sous le titre Face à face, Paris, Presses de la Cité, coll. Un mystère, 2e série, no 73, 1968 ; réédition, Paris, Presses Pocket no 1179, 1974 ; réédition, Paris, J'ai lu no 2779, 1990 ; réédition dans Quinze enquêtes, Paris, Omnibus, 1993
- The Last Woman in His Life (1970) Publié en français sous le titre La Dernière Femme de sa vie, Paris, J'ai lu no 2052, 1986
- A Fine and Private Place (1971) Publié en français sous le titre Un bel endroit privé, Paris, J'ai lu no 1811, 1985

## Interprètes à l'écran
- 1935 : Donald Cook
- 1936 : Eddie Quillan
- 1940-1941 : Ralph Bellamy
- 1942 : William Gargan
- 1950 : Richard Hart
- 1951-1952 : Lee Bowman
- 1953-1956 : Hugh Marlowe
- 1958-1959 : Lee Philips
- 1971 :  Peter Lawford
- 1975-1976 : Jim Hutton